# Kuala Lumpur Challenger 1991
Il Kuala Lumpur Challenger 1991 è stato un torneo di tennis facente parte della categoria ATP Challenger Series nell'ambito dell'ATP Challenger Series 1991. Il torneo si è giocato a Kuala Lumpur in Malaysia dal 29 aprile al 5 maggio 1991 su campi in cemento.

## Vincitori

### Singolare
Glenn Layendecker ha battuto in finale  Neil Borwick con il punteggio di 6–4, 6–4

### Doppio
Andrew Castle /  Paul Wekesa hanno battuto in finale  Ģirts Dzelde /  James Turner con il punteggio di 7–6, 6–3